# اوستین ریوز
اوستین ریوز (انگلیسی: Austin Reaves؛ زادهٔ ۲۹ مهٔ ۱۹۹۸) بازیکن بسکتبال اهل ایالات متحده آمریکا است.